# Сквирский, Борис Евсеевич
Борис Евсеевич Сквирский (1887, Одесса — 30 июля 1941) — участник революционного движения на российском Дальнем Востоке, деятель Дальневосточной Республики; российский и советский представитель в США (1922—1936); советский посол в Афганистане (1936—1937).

## Биография
С 1904 по 1918 год — член партии левых социалистов-революционеров (эсеров)  и РКП(б). В 1920 году был назначен товарищем министра иностранных дел Дальневосточной Республики.

### В США

Делегация ДВР, не допущенная на конференцию: Л. Сквирская, Б. Е. Сквирский, А. А. Языков, П. Н. Караваев и Густав Дж. Фарман, 6 декабря 1921 г.

В октябре-ноябре 1921 года находился в США в составе делегации Дальневосточной Республики, направленной для установления торговых отношений между ДВР и США. Остался в Вашингтоне на период работы Вашингтонской конференции 1921—1922 и после отъезда в Москву главы делегации ДВР А. А. Языкова.
В 1922—1923 годах — неофициальный представитель РСФСР в США. Пользовался услугами секретаря-переводчика А. С. Гумберга (российский иммигрант в США в 1903 году, где получил американское гражданство, а в 1917 году был в России переводчиком американского Красного Креста).
В 1923—1933 годах — дипломатический агент НКИД СССР в США. В сентябре 1923 года стал руководителем Русского информационного бюро (позднее Советского) (Soviet Union Information Bureau).
Участник предварительных переговоров с представителями администрации США об установлении дипломатических отношений между СССР и США (октябрь 1933). После установления дипломатических отношений остался в Вашингтоне в качестве советника посольства СССР.
В 1933 году — временный поверенный в делах СССР в США. В 1933—1936 годах — советник полномочного представительства СССР в США.

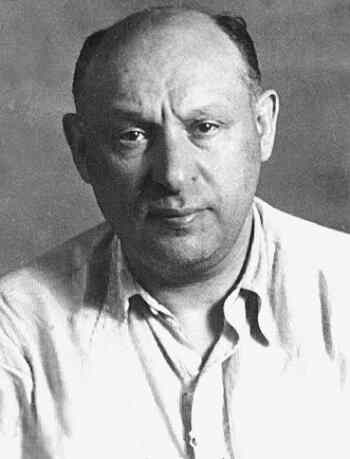
Тюремная фотография, 1938

### В Афганистане
С 16 апреля 1936 по 1 ноября 1937 года — полномочный представитель СССР в Афганистане.

### Позднее
В 1938 году — управляющий трестом «Мединструмент».
Арестован 15 июля 1938 года. Расстрелян и похоронен на полигоне Коммунарка 30 июля 1941 года.

## Память
26 ноября 1955 года реабилитирован посмертно определением Военной коллегии Верховного суда СССР.